# Loranga, Masarin och Dartanjang
Loranga, Masarin och Dartanjang är en absurdistisk barnbok från 1969 skriven och illustrerad av Barbro Lindgren. Den har återutgivits flera gånger, bland annat 2005 och som talbok med text 2017.
Berättelsen handlar om pojken Masarin och hans pappa Loranga. I deras vedbod bor Masarins farfar, Dartanjang, som är hypokondriker och aningen dement. Loranga, ständigt klädd i badrock och med en blommig tehuva på huvudet, är en barnslig och ansvarslös bohem. Det blir oftast Masarin som får ta ansvar, bland annat för sin gammelmorfar som tror att han är en gök och bor i toppen av en tall ute i skogen. Masarin är dock inte bekymrad över detta, han gläds åt att hans pappa leker med honom. Flera av bokens episoder bygger på att Dartanjang vaknar på morgonen med en ny identitet och har glömt bort vem han var igår. Andra återkommande karaktärer i berättelsen är Tjyven Gustav, Arga Gubben och Korvgubben. 
Bokens fortsättning Loranga, Loranga kom ut 1970.

## Adaptationer (ej komplett)
- I oktober 1973 läste Toivo Pawlo delar ut boken på Sveriges Radios Barnradio, uppdelat i 10-15 minuter långa avsnitt.[1] Detta repriserades bland annat i juli 1975.[2]
- Till julen 1974 släpptes delar av boken, inläst av Pawlo och med musik av Thomas Lundkvist, på LP och kassett.[3][4] Denna inspelning gavs även ut 1997 på CD.
- 1975 visade Sveriges Television en stopmotion-animerad serie med dockor, där Toivo Pawlo var berättare, medan övriga röster gjordes av Gösta Bredefeldt, Pierre Lindstedt, Gustav Kling och Håkan Serner.
- 1975 gavs delar av boken, inläst på tyska av Richard Reissmann, ut på LP under titeln Loranga Lollipop Und Lauter Tiger.[5]
- Ett datorspel med titeln Loranga, Masarin & Dartanjang: Det kommer tigrar! släpptes 1997 av Rabén Multimedia. Alla röster gjordes av Helge Skoog.
- En tecknad film baserad på boken gjordes 2005 och en pjäs för Stockholms parkteater i regi av Ellen Lamm 2003.
- Hösten 2006 hade en opera om Loranga och de andra, premiär på Kungliga Operan i Stockholm. Musiken skrevs av Carl Unander-Scharin.
- Loranga, Masarin och Dartanjang sattes 2010 upp som pjäs på Malmö Stadsteater i regi av Ada Berger.[6]
- Loranga, Masarin och Dartanjang finns även utgiven som seriebok av Sara Olausson på Positiv Förlag, 2010. Serien har publicerats avsnittsvis i tidningen Tivoli[7].
- Adaption för barnteater och Stationsteatern i Floda under 2018.
- 2019 släpptes hela boken som talbok, inläst av Björn Kjellman.[8]